# Touguinhó
Touguinhó ist ein Ort und eine ehemalige Gemeinde im Nordwesten Portugals.

## Geschichte
Aus römischer Zeit stammen nahe der Gemeindekirche gefundene Dachziegel, jedoch sind keine weiteren Belege für eine hiesige römische Siedlung bekannt.
Der heutige Ort entstand vermutlich nach der mittelalterlichen Reconquista. Eine romanische Brücke über den Rio Este ist aus dieser Zeit erhalten geblieben.
1758 war Touguinhó bereits länger eine eigenständige Gemeinde im Kreis Barcelos, bis es im Zuge der zahlreichen Verwaltungsreformen nach der Liberalen Revolution 1820 und dem folgenden Miguelistenkrieg (1832–1834) im Jahr 1836 dem Kreis Vila do Conde angegliedert wurde.
Mit der Gemeindereform 2013 wurde die eigenständige Gemeinde Touguinhó aufgelöst und mit Touguinha zur neuen Gemeinde Touguinha e Touguinhó zusammengeschlossen.

## Verwaltung
Touguinhó war Sitz einer eigenständigen Gemeinde (Freguesia) im Kreis (Concelho) von Vila do Conde im Distrikt Porto. Sie hatte eine Fläche von 4,5 km² und 1403 Einwohner (Stand 30. Juni 2011).
Im Zuge der Gebietsreform zum 29. September 2013 wurden die Gemeinden Touguinhó und Touguinha zur neuen Gemeinde União das Freguesias de Touguinha e Touguinhó zusammengeschlossen. Touguinha wurde Sitz dieser neu gebildeten Gemeinde, die bisherige Gemeindeverwaltung in Touguinhó blieb derweil als Bürgerbüro bestehen.